# Bayreuther Premierenbesetzungen des Tannhäuser

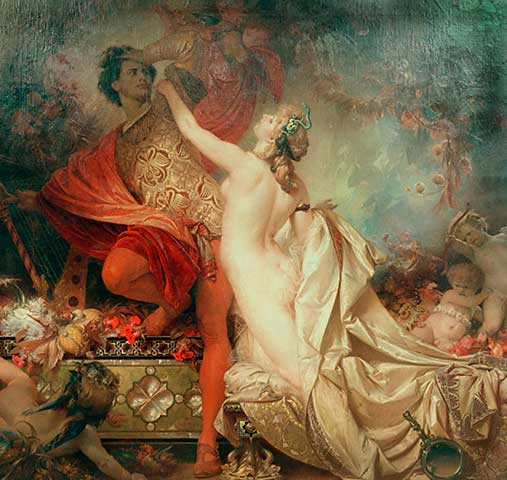
Tannhäuser, verführt von Venus, Gemälde von Otto Knille, 1873

Die Bayreuther Premierenbesetzungen des Tannhäuser listen die Mitwirkenden aller Neuinszenierungen von Richard Wagners Tannhäuser und der Sängerkrieg auf Wartburg bei den Bayreuther Festspielen.

## Zur Aufführungsgeschichte
„Gestern wurde die einzige Oper gespielt, die ich je mochte – eine Oper, die mich immer in den Wahnsinn getrieben hat, wenn ich sie hörte – Tannhäuser. Ich sah den letzten Akt von Tannhäuser. Ich saß in der Düsternis und der tiefen Stille und wartete – eine Minute, zwei Minuten, ich weiß nicht genau, wie lange –, dann begann die sanfte Musik des verborgenen Orchesters ihre reichen, langen Seufzer unter der fernen Bühne hervorzuhauchen, und nach und nach teilte sich der Vorhang in der Mitte und wurde sanft zur Seite gezogen, wodurch der dämmrige Wald und ein Bildstock mit einem weiß gekleideten Mädchen, das betete, und einem Mann, der daneben stand, sichtbar wurden. Bald hörte man den edlen Chor der Männerstimmen näher kommen, und von diesem Augenblick an bis zum Schließen des Vorhangs war es Musik, nur Musik – Musik, die einen vor Vergnügen trunken macht, Musik, die einen dazu bringt, Bargeld und Pilgerstab zu nehmen und bettelnd um die ganze Welt zu ziehen, um sie zu hören.“

So angetan der US-amerikanische Schriftsteller vom Tannhäuser war, so ablehnend äußerte er sich über den Parsifal, den er am liebsten als Pantomime, d. h. ohne Gesangstimmen, hätte hören wollen. 1891 war der Tannhäuser das erste Frühwerk Wagners, jedoch bereits Nr. 8 des Bayreuther Kanons, welches am Grünen Hügel zur Aufführung kam. (Nur Lohengrin und Der fliegende Holländer wurden später im Festspielhaus erstaufgeführt.) Seither stellt das musikdramatische Werk einen Fixpunkt im Repertoire Bayreuths dar, zuletzt 2019 in einer „frechen“ Neuinszenierung von Tobias Kratzer, einer Paraphrase auf den „Clash der Kulturen“, wie BR-Klassik analysierte: „Da steht der Wagnergesang der Minnesänger auf der einen Seite, und die provokante Subkultur der Venus auf der anderen.“ Mit dem exquisiten Sängerensemble – Stephen Gould (in der Titelrolle), Ekaterina Gubanova (als Venus), Lise Davidsen (als Elisabeth) und Markus Eiche (als Wolfram von Eschenbach) – und der Radioausstrahlung in Surround im Oktober 2022 konnte das Festival sich erneut als zeitbezogen positionieren – als „intelligent, bunt, gefühl- und humorvoll“, so ein Online-Portal im Jahr darauf.

## Tannhäuser in Bayreuth
In der sechsten Spalte sind die Aufführungszahlen der jeweiligen Inszenierung angegeben. Die angegebenen Aufführungszahl beschreibt den Stand bis einschließlich der Saison 2024.
| Erstaufführung, 1891, Inszenierung: Cosima Wagner, Dirigent: Felix Mottl, Bühnenbilder: Max Brückner, Choreinstudierung: Julius Kniese (bis 1894 und 1904)                                                                                 |                                              |                                                       |                                                               |                                                                                              |    |  |
| Max Alvary | Elisa Wiborg Rosa Sucher                     | Georg Döring Theodor Reichmann Wilhelm Grüning        | Emil Liepe Heinrich Zeller Franz Schlosser                    | Emilie Herzog                                                                                | 21 |  |
| 1930 – Inszenierung: Siegfried Wagner, Dirigent: Arturo Toscanini, Choreinstudierung: Hugo Rüdel (auch 1931) |                                              |                                                       |                                                               |                                                                                              |    |  |
| Sigismund Pilinszky | Maria Müller Ruth Jost-Arden                 | Ivar F. Andrésen Gerhard Hüsch Geza Belti-Pilinszky   | Georg von Tschurtschenthaler Joachim Sattler Carl Stralendorf | Erna Berger                                                                                  | 10 |  |
| 1954 – Inszenierung und Bühnenbild: Wieland Wagner, Dirigent: Eugen Jochum, Kostüme: Kurt Palm, Choreografie: Gertrud Wagner, Choreinstudierung: Wilhelm Pitz (auch 1955)                                                                  |                                              |                                                       |                                                               |                                                                                              |    |  |
| Ramón Vinay | Gré Brouwenstijn Herta Wilfert               | Josef Greindl Dietrich Fischer-Dieskau Josef Traxel   | Toni Blankenheim Gerhard Stolze Theo Adam                     | Volker Horn                                                                                  | 13 |  |
| 1961 – Inszenierung und Bühnenbild: Wieland Wagner, Dirigent: Wolfgang Sawallisch, Kostüme: Kurt Palm, Choreinstudierung: Wilhelm Pitz (bis 1967)                                                                                          |                                              |                                                       |                                                               |                                                                                              |    |  |
| Wolfgang Windgassen | Victoria de los Angeles Grace Bumbry         | Josef Greindl Dietrich Fischer-Dieskau Gerhard Stolze | Franz Crass Georg Paskuda Theo Adam                           | Else-Margrete Gardelli                                                                       | 44 |  |
| 1972 – Inszenierung: Götz Friedrich, Dirigent: Erich Leinsdorf, Ausstattung: Jürgen Rose, Choreinstudierung: Norbert Balatsch (bis 1978)                                                                                                   |                                              |                                                       |                                                               |                                                                                              |    |  |
| Hugh Beresford | Gwyneth Jones                                | Hans Sotin Bernd Weikl Harald Ek                      | Franz Mazura Heribert Steinbach Heinz Feldhoff                | Walter Gampert Angelika Nowowiewski, Gerda Prochaska, Rosemarie Stauder, Natsue von Stegmann | 35 |  |
| 1985 – Inszenierung und Bühnenbild: Wolfgang Wagner, Dirigent: Giuseppe Sinopoli, Kostüme: Reinhard Heinrich, Choreographie: Iván Markó, Chöre: Norbert Balatsch (bis 1995)                                                                |                                              |                                                       |                                                               |                                                                                              |    |  |
| Richard Versalle | Cheryl Studer Gabriele Schnaut               | Hans Sotin Wolfgang Brendel Robert Schunk             | Siegfried Vogel András Molnár Sándor Sólyom-Nagy              | Brigitte Lindner Lene Farver, Irene Hammann, Brigitte Lindner, Gitta-Maria Sjöberg           | 44 |  |
| 2002 – Regie und Bühnenbild: Philippe Arlaud, Dirigent: Christian Thielemann, Kostüme: Carin Bartels, Chöre: Eberhard Friedrich (bis 2007)                                                                                                 |                                              |                                                       |                                                               |                                                                                              |    |  |
| Wolfgang Millgramm | Ricarda Merbeth Barbara Schneider-Hofstetter | Kwangchul Youn Roman Trekel Clemens Bieber            | John Wegner Arnold Bezuyen Alejandro Marco-Buhrmester         | Evgenia Grekova                                                                              | 29 |  |
| 2011 – Regie: Sebastian Baumgarten, Dirigent: Thomas Hengelbrock, Bühnenbild: Joep van Lieshout, Kostüme: Nina von Mechow, Licht: Franck Evin, Video: Christopher Kondek, Dramaturgie: Carl Hegemann, Chöre: Eberhard Friedrich (bis 2014) |                                              |                                                       |                                                               |                                                                                              |    |  |
| Lars Cleveman | Camilla Nylund Stephanie Friede              | Günther Groissböck Michael Nagy Lothar Odinius        | Thomas Jesatko Arnold Bezuyen Martin Snell                    | Katja Stuber                                                                                 | 24 |  |
| 2019 – Regie: Tobias Kratzer, Dirigent: Valery Gergiev, Bühnen, Kostüme: Rainer Sellmaier, Licht: Reinhard Traub, Video: Manuel Braun, Dramaturgie: Konrad Kuhn, Chöre: Eberhard Friedrich (bis 2024)                                      |                                              |                                                       |                                                               |                                                                                              |    |  |
| Stephen Gould | Lise Davidsen Ekaterina Gubanova             | Stephen Milling Markus Eiche Daniel Behle             | Kay Stiefermann Jorge Rodríguez-Norton Wilhelm Schwinghammer  | Katharina Konradi                                                                            | 27 |  |